# Anna Pollatou
Anna Pollatou (in greco Αννα Πολλάτου?; Cefalonia, 8 ottobre 1983 – 17 maggio 2014) è stata una ginnasta greca, specializzata nella ginnastica ritmica.
È deceduta a soli 30 anni a causa di un incidente stradale.

## Palmarès

### Olimpiadi
- 1 medaglia:
  - 1 bronzo (Sydney 2000 nel concorso a squadre)

## Curiosità
Da lei prende il nome l'aeroporto di Cefalonia